# Château d'Itter
Le château d'Itter  (en allemand : Schloss Itter) est un petit château dominant le village d'Itter dans le Tyrol autrichien, à une vingtaine de kilomètres à l'ouest de Kitzbuehel. Il est connu pour avoir servi de lieu de détention pour un certain nombre de personnalités et officiers généraux français pendant la Seconde Guerre mondiale. Le 5 mai 1945, la bataille du château d'Itter a opposé, d'un côté, des troupes américaines aidées par des soldats de la Wehrmacht et par des personnalités politiques françaises détenues dans cette forteresse, et de l'autre, des éléments de la Waffen-SS.

## Histoire

### Château fort médiéval

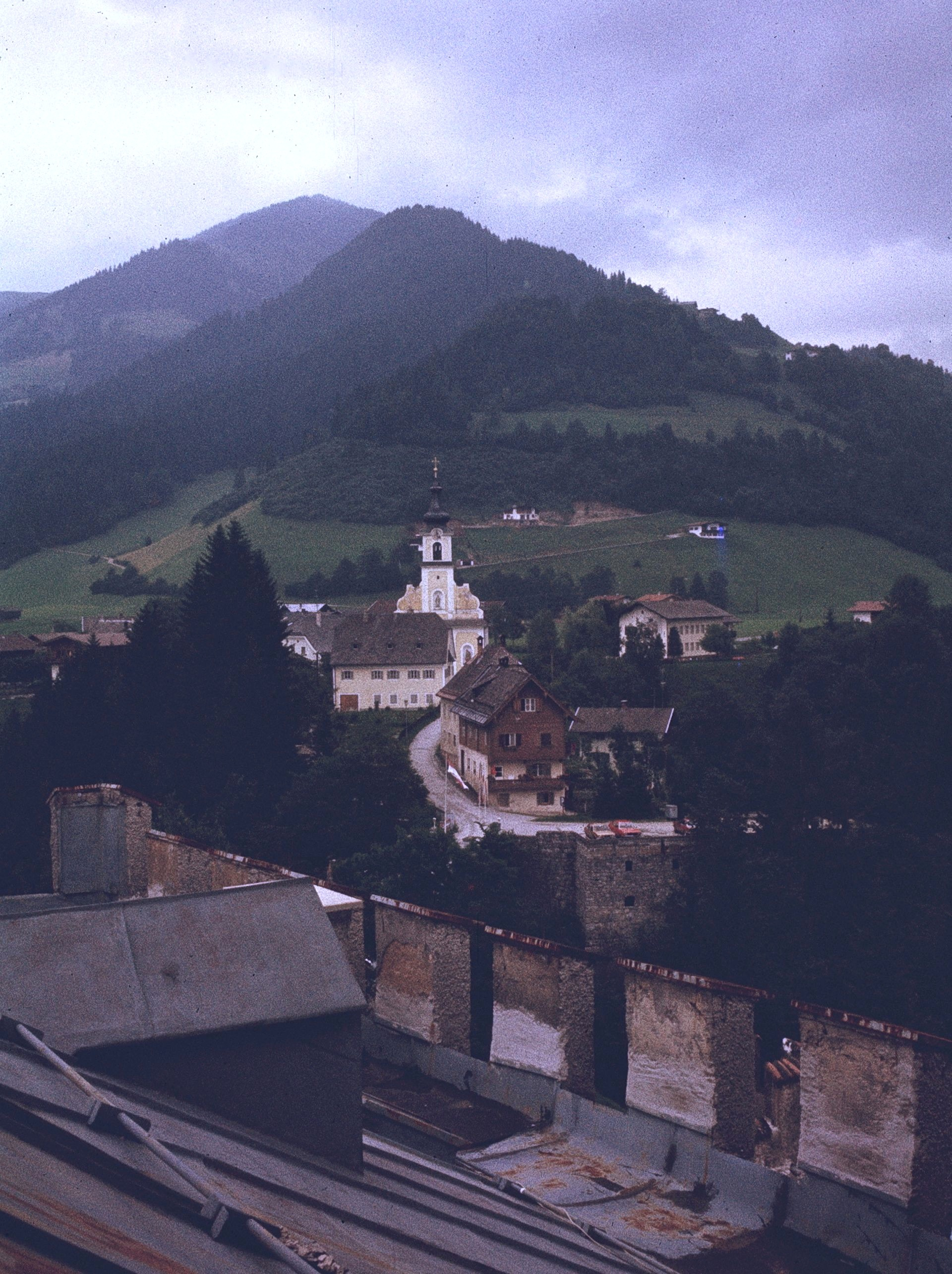
Vue sur Itter depuis le château.

On ignore la date de construction du premier château pendant les premières années du duché de Bavière : c'était un fort érigé pour protéger les domaines de l'évêché de Ratisbonne dans la vallée de Brixen contre l'archevêché de Salzbourg à l'est ; sa construction pourrait remonter au Xe siècle (c'est en 902 que Ratisbonne obtint la terre de Brixen). En 1380, le chapitre de la cathédrale de Ratisbonne vendit Itter à Salzbourg ; la première mention écrite du château date de 1241 : il est alors dit que le fort appartenait au comte palatin bavarois Rapoton III d'Ortenburg († 1248).
Sous l'autorité de Salzbourg depuis le XIVe siècle, le château servait de tribunal et de centre de pouvoir ce qui, pour la population locale, signifiait qu'il fallait l'approvisionner en bois et en nourriture, mais aussi supporter la présence militaire. En 1526, au plus fort de la Révolte de paysans, le château fut détruit par des hommes du Pinzgau, mais il était restauré dès 1532. Lorsqu'au XVIIe siècle le tribunal local fut transféré à Hopfgarten, ce château fut, comme tant d'autres, laissé à l'abandon.
En 1806, au cours des guerres napoléoniennes, le gouvernement du royaume de Bavière vendit les ruines de la commune d'Itter pour la somme symbolique de 15 florins : les paysans de l'endroit s'en firent une carrière de pierres.

### Château duXIXesiècle

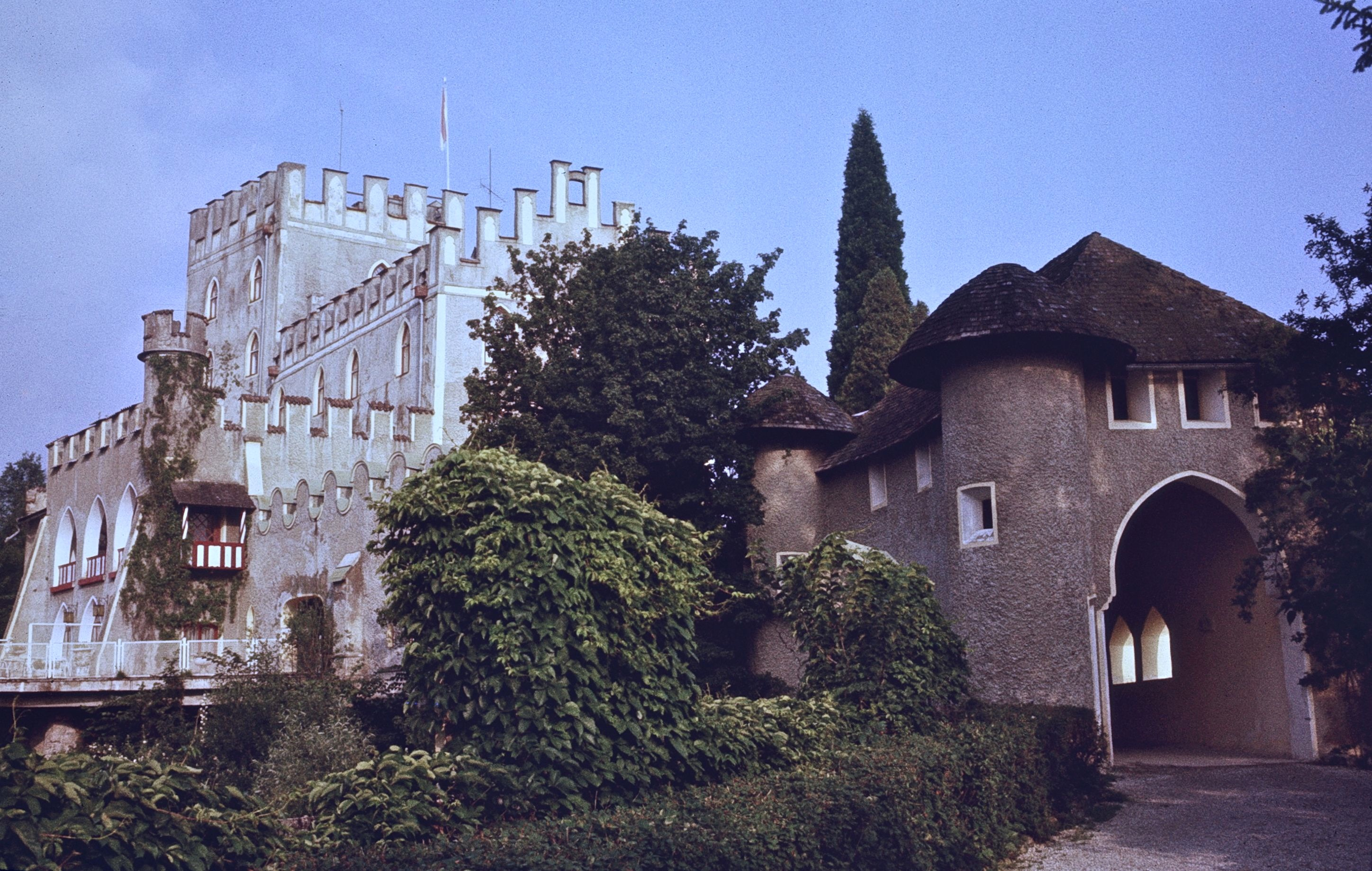
L'entrée au château (1979).

En 1878, un entrepreneur de Munich, Paul Spieß, acheta les terrains. Il fit édifier le château actuel sur les fondations existantes. Il tenta d'y aménager (sans succès) une pension de famille avec 50 chambres. En 1884, cette propriété fut rachetée par la pianiste Sophie Menter, et elle y reçut notamment Liszt et Tchaïkovski. En 1902, le nouveau propriétaire, Eugen Meyer, transforma le château dans le style néogothique avec quelques réminiscences du style Tudor. Ces propriétaires avaient ainsi fait du château (non sans soulever de protestations) une résidence typique de la Belle Époque.

### Camp de prisonniers de guerre
Pendant la Seconde Guerre mondiale, le château allait servir de lieu de détention, principalement pour des personnalités françaises. Administrativement, le château-prison dépendait du camp de concentration de Dachau, situé non loin de là en Bavière, mais les conditions de détention n'avaient rien de comparable. Sa garde était assurée par un petit détachement SS, garde facilitée par la configuration du château sur un petit promontoire rocheux à flanc de colline. Le service était assuré par un Kommando de femmes déportées détachées du camp principal de Dachau et quelques hommes, également déportés de Dachau.
Furent internés au château d'Itter : 
- Édouard Daladier, ancien président du Conseil ;
- Paul Reynaud, ancien président du Conseil ;
- Léon Jouhaux, leader syndicaliste (rejoint par son épouse à la demande de cette dernière) ;
- Jean Borotra, champion de tennis et ancien ministre de Vichy ;
- André François-Poncet, ambassadeur à Berlin de 1931 à 1938 ;
- Michel Clemenceau, homme politique et fils de Georges Clemenceau ;
- Maurice Gamelin, général ;
- Maxime Weygand, général (et son épouse) ;
- François de La Rocque, colonel, ancien chef des Croix-de-Feu ;
- capitaine Granger, frère du Colonel Granger, le gendre du général Giraud ;
- Albert Lebrun, président de la république, qui y séjournera seulement de fin août à octobre 1943 et sera renvoyé, pour raison de santé, en France, dans la maison de son gendre Jean Freysselinard à Vizille d'où il avait été enlevé par Klaus Barbie ;
- Marie-Agnès de Gaulle, sœur aînée du général de Gaulle et résistante (à partir d'avril 1945, arrivant de Bad Godesberg, un des camps annexes de Buchenwald) ;
- Léon Blum et Georges Mandel, qui étaient juifs, ne furent pas internés au château d'Itter mais dans une maison située juste à côté du camp de Buchenwald[5] et où étaient passés auparavant certains des prisonniers d'Itter ;
- Francesco Saverio Nitti, ancien président du Conseil italien[6].

### Libération
Alors que les troupes américaines commençaient à pénétrer en Haute-Bavière et dans le Tyrol autrichien, Eduard Weiter, le dernier commandant officiel de Dachau, fuit le camp principal. Ayant trouvé refuge au château d'Itter, une annexe du camp, il s'y donna la mort le 2 mai 1945.
Les prisonniers seront libérés le 5 mai 1945 de manière un peu rocambolesque, par des éléments du 23e bataillon de la 12e division blindée du 21e corps de la 7e armée américaine, avec le renfort du 142e régiment d'infanterie (en) de la 36e division d'infanterie américaine. Le château étant encerclé par des soldats SS, un officier allemand, le major Josef Gangl, héros de l'armée allemande, qui avait rejoint la résistance autrichienne vers la fin de la guerre, mis au courant de la situation, vint prévenir au péril de sa vie les troupes américaines dans un village non loin du château. Un officier américain prit la décision d'aller défendre le château contre les soldats SS avec l'aide des soldats allemands pour porter secours aux prisonniers, avant l'arrivée de renforts américains. Cet épisode est connu sous le nom de bataille du château d'Itter.
Les personnalités françaises furent par la suite conduites devant le général McAuliffe, commandant de la  103e division d'infanterie américaine puis au quartier-général du général de Lattre à Lindau, en Bavière, où ce dernier, à la suite d'ordres reçus de Paris, arrêta Borotra et Weygand.
René Lévesque (1922–1987), futur Premier ministre du Québec, alors jeune correspondant de guerre de l'armée américaine, entrera dans le château dans le sillage des troupes américaines.

### Après-guerre
Après la guerre, le bâtiment endommagé par les tirs d'artillerie a été réparé et abritait temporairement un hôtel de luxe. Fermé en 1980, le château est redevenu une propriété privée.

## Films et téléfilms
- Missions oubliées de la Seconde Guerre mondiale. saison 1 - épisode 2 / 6 : La libération du château d'Itter. Réalisateur : Daniel Oron. Canada. 2022[12]